# Sci alpino ai XIX Giochi olimpici invernali - Discesa libera maschile
Tra le competizioni dello sci alpino ai XIX Giochi olimpici invernali di Salt Lake City 2002 la discesa libera maschile si disputò domenica 10 febbraio sulla pista Grizzly di Snowbasin; l'austriaco Fritz Strobl vinse la medaglia d'oro, il norvegese Lasse Kjus quella d'argento e l'austriaco Stephan Eberharter quella di bronzo.
Detentore uscente del titolo era il francese Jean-Luc Crétier, che aveva vinto la gara dei XVIII Giochi olimpici invernali di Nagano 1998 disputata sul tracciato di Happo One precedendo Kjus (medaglia d'argento) e l'austriaco Hannes Trinkl (medaglia di bronzo); il campione mondiale in carica era Trinkl, vincitore a Sankt Anton am Arlberg 2001 davanti al connazionale Hermann Maier e al tedesco Florian Eckert.

## Risultati
| Pos. | Pett. | Atleta                          | Nazione       | Tempo   | Distacco |
| ---- | ----- | ------------------------------- | ------------- | ------- | -------- |
| 1    | 10    | Fritz Strobl                    | Austria       | 1:39,13 |          |
| 2    | 13    | Lasse Kjus                      | Norvegia      | 1:39,35 | +0,22    |
| 3    | 9     | Stephan Eberharter              | Austria       | 1:39,41 | +0,28    |
| 4    | 12    | Kjetil André Aamodt             | Norvegia      | 1:39,78 | +0,65    |
| 5    | 19    | Claude Crétier                  | Norvegia      | 1:39,96 | +0,83    |
| 6    | 7     | Christian Greber                | Austria       | 1:40,00 | +0,87    |
| 7    | 3     | Fredrik Nyberg                  | Svezia        | 1:40,30 | +1,17    |
| 8    | 15    | Ambrosi Hoffmann                | Svizzera      | 1:40,31 | +1,18    |
| 9    | 31    | Marco Sullivan                  | Stati Uniti   | 1:40,37 | +1,24    |
| 10   | 2     | Sébastien Fournier-Bidoz        | Francia       | 1:40,39 | +1,26    |
| 11   | 18    | Pierre-Emmanuel Dalcin          | Francia       | 1:40,58 | +1,45    |
| 12   | 5     | Antoine Dénériaz                | Francia       | 1:40,74 | +1,61    |
| 12   | 23    | Bjarne Solbakken                | Norvegia      | 1:40,74 | +1,61    |
| 14   | 14    | Didier Cuche                    | Svizzera      | 1:40,76 | +1,63    |
| 15   | 11    | Franco Cavegn                   | Svizzera      | 1:40,81 | +1,68    |
| 16   | 17    | Daron Rahlves                   | Stati Uniti   | 1:40,84 | +1,71    |
| 17   | 21    | Roland Fischnaller              | Italia        | 1:40,85 | +1,72    |
| 18   | 28    | Patrik Järbyn                   | Svezia        | 1:41,05 | +1,92    |
| 19   | 4     | Alessandro Fattori              | Italia        | 1:41,24 | +2,11    |
| 20   | 22    | Christoph Gruber                | Austria       | 1:41,25 | +2,12    |
| 21   | 29    | Didier Défago                   | Svizzera      | 1:41,27 | +2,14    |
| 22   | 6     | Kurt Sulzenbacher               | Italia        | 1:41,56 | +2,43    |
| 23   | 16    | Peter Pen                       | Slovenia      | 1:41,66 | +2,53    |
| 24   | 27    | Ed Podivinsky                   | Canada        | 1:41,69 | +2,56    |
| 25   | 20    | Kenneth Sivertsen               | Norvegia      | 1:41,70 | +2,57    |
| 26   | 32    | Jürgen Hasler                   | Liechtenstein | 1:41,76 | +2,63    |
| 27   | 34    | Jakub Fiala                     | Stati Uniti   | 1:41,84 | +2,71    |
| 28   | 41    | Andrej Jerman                   | Slovenia      | 1:41,85 | +2,72    |
| 29   | 25    | Marco Büchel                    | Liechtenstein | 1:41,86 | +2,73    |
| 29   | 1     | Scott Macartney                 | Stati Uniti   | 1:41,86 | +2,73    |
| 31   | 26    | Gregor Šparovec                 | Slovenia      | 1:41,88 | +2,75    |
| 32   | 24    | Darin McBeath                   | Canada        | 1:42,15 | +3,02    |
| 33   | 36    | Jernej Koblar                   | Slovenia      | 1:42,31 | +3,18    |
| 34   | 30    | Max Rauffer                     | Germania      | 1:42,52 | +3,39    |
| 35   | 8     | Kristian Ghedina                | Italia        | 1:42,54 | +3,41    |
| 36   | 46    | Maksim Kedrin                   | Russia        | 1:43,04 | +3,91    |
| 37   | 39    | AJ Bear                         | Australia     | 1:43,19 | +4,06    |
| 38   | 35    | David Anderson                  | Canada        | 1:43,20 | +4,07    |
| 39   | 50    | Ondřej Bank                     | Rep. Ceca     | 1:43,33 | +4,20    |
| 40   | 42    | Borek Zakouřil                  | Rep. Ceca     | 1:43,63 | +4,50    |
| 41   | 40    | Andrej Filičkin                 | Russia        | 1:43,73 | +4,60    |
| 42   | 43    | Yasuyuki Takishita              | Giappone      | 1:43,75 | +4,62    |
| 43   | 37    | Pavel Šestakov                  | Russia        | 1:44,35 | +5,22    |
| 44   | 48    | Sergej Komarov                  | Russia        | 1:45,25 | +6,12    |
| 45   | 38    | Craig Branch                    | Australia     | 1:45,34 | +6,21    |
| 46   | 44    | Jan Holický                     | Russia        | 1:45,49 | +6,36    |
| 47   | 54    | Ivan Heimschild                 | Slovacchia    | 1:46,36 | +7,23    |
| 48   | 47    | Maui Gayme                      | Cile          | 1:47,63 | +8,50    |
| 49   | 52    | Mikola Skrjabin                 | Ucraina       | 1:47,65 | +8,52    |
| 50   | 45    | Mikael Gayme                    | Cile          | 1:48,37 | +9,24    |
| 51   | 55    | Alexander Heath                 | Sudafrica     | 1:48,84 | +9,71    |
| 52   | 51    | Nicolás Arsel                   | Argentina     | 1:49,75 | +10,62   |
| 53   | 53    | Patrick-Paul Schwarzacher-Joyce | Irlanda       | 1:54,42 | +15,29   |
|      | 33    | Cristian Javier Simari Birkner  | Argentina     | DSQ     | DSQ      |
|      | 49    | Ross Green                      | Regno Unito   | DNS     | DNS      |

Legenda:

DSQ = squalificato

DNS = non partito

Pos. = posizione

Pett. = pettorale
Ore: 10.00 (UTC-7)

Pista: Grizzly

Partenza: 2 831 m s.l.m.

Arrivo: 1 948 m s.l.m.

Lunghezza: 2 860 m

Dislivello: 883 m

Porte: 38

Tracciatore: Helmuth Schmalzl (FIS)